# Wutai Shan (Antarktika)
Wutai Shan (chinesisch 五臺山 ‚Fünf-Terrassen-Berg‘) ist ein 100 m hoher Hügel an der Ingrid-Christensen-Küste des ostantarktischen Prinzessin-Elisabeth-Lands. Er ragt unmittelbar nordöstlich des Frozen Lake auf der Halbinsel Stornes in den Larsemann Hills auf. Sein Gipfel besteht aus fünf nahezu gleichhohen Terrassen.
Chinesische Wissenschaftler benannten ihn 1993 im Zuge von Vermessungs- und Kartierungsarbeiten.